# Wikimédia France
Ne doit pas être confondu avec Wikipédia en français.
Pour les articles homonymes, voir WMFR.
Wikimédia France – Association pour le libre partage de la connaissance, ou simplement Wikimédia France, est une association loi de 1901, c'est-à-dire une association à but non lucratif, fondée en 2004 qui a pour but de soutenir la connaissance libre, surtout active en France. Elle est reconnue comme « chapitre national » pour la France par la fondation Wikimédia, dont elle utilise la marque Wikimédia.

## Historique

### De la fondation à 2017

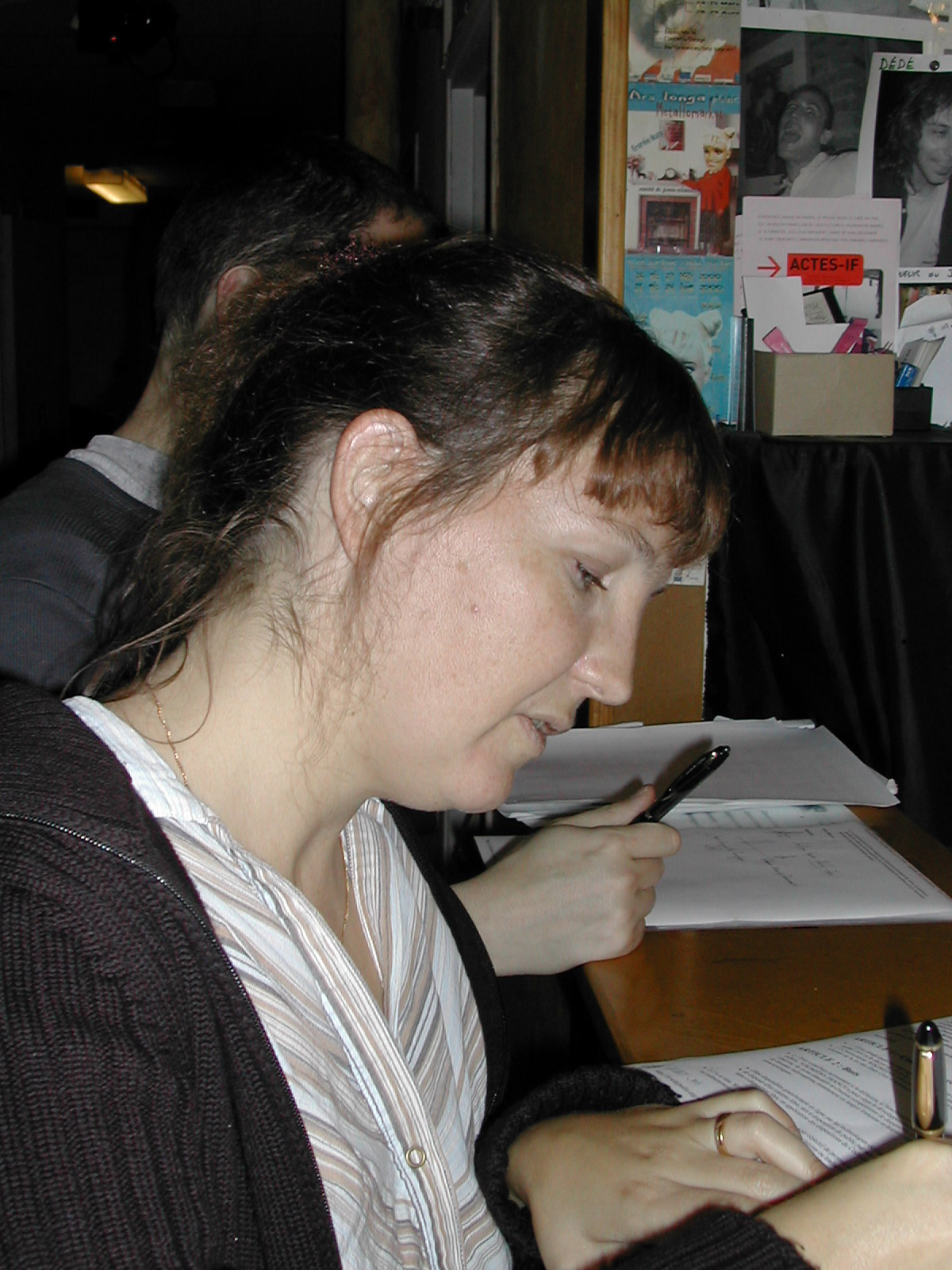
Florence Devouard lors de l'assemblée générale constitutive de Wikimedia France, le 23 octobre 2004.

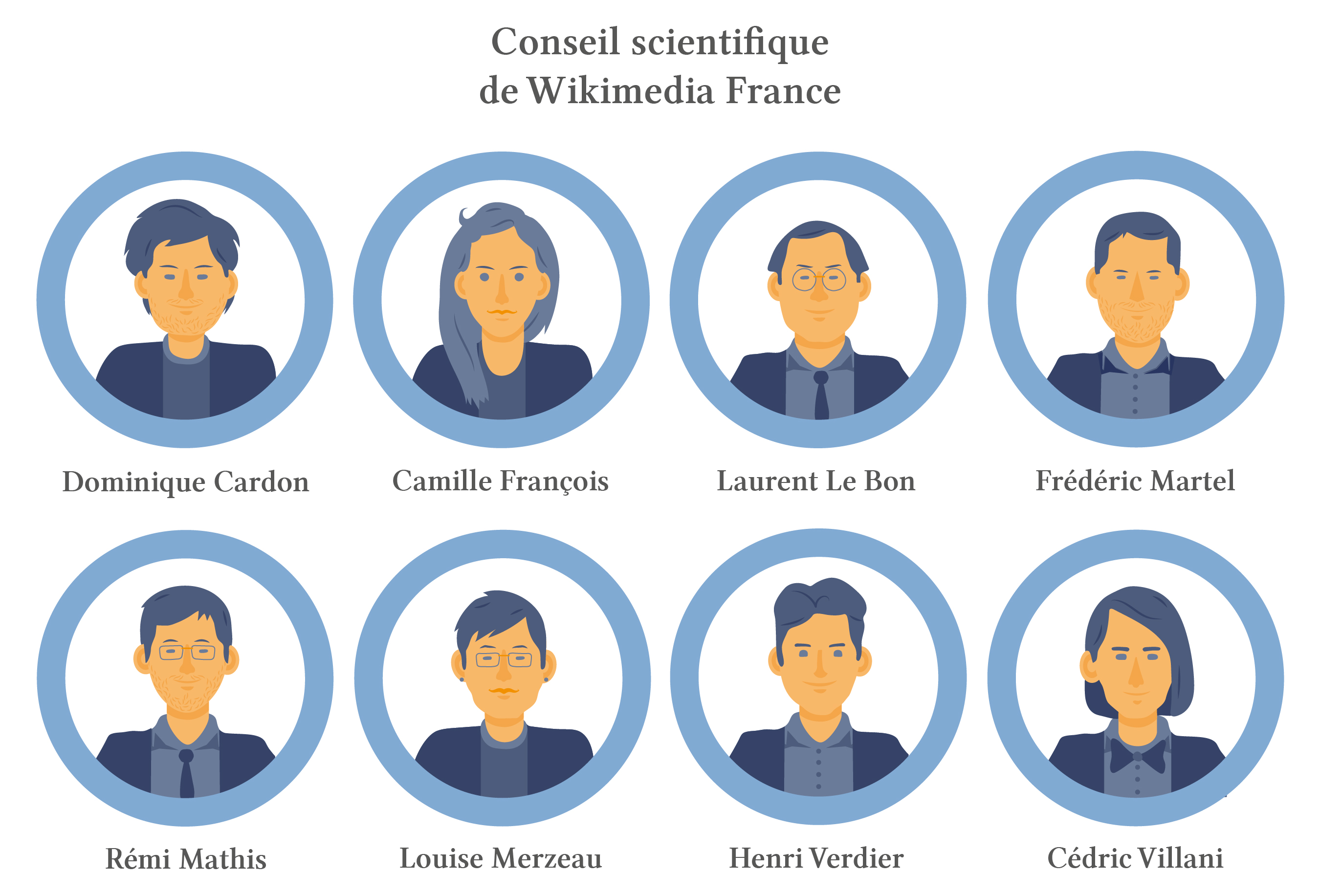
Le conseil scientifique en 2016.

L'association est fondée le 23 octobre 2004 à Paris, par la Wikimedia Foundation, et par 20 personnes physiques, dont Florence Devouard et Samuel Hocevar. La publication au Journal officiel date du 24 janvier 2005.
Elle se fixe comme but de « soutenir la diffusion libre de la connaissance et notamment les projets hébergés par la Wikimedia Foundation ».
En 2004, elle est reconnue comme « chapitre » de la Wikimedia Foundation.
L'association installe ses locaux rue Jean-et-Marie-Moinon (2011)[réf. souhaitée], avenue Ledru-Rollin (2012), puis, 40, rue de Cléry, à Paris (de 2014 à 2021). En 2021, l'association déménage au 28, rue de Londres.

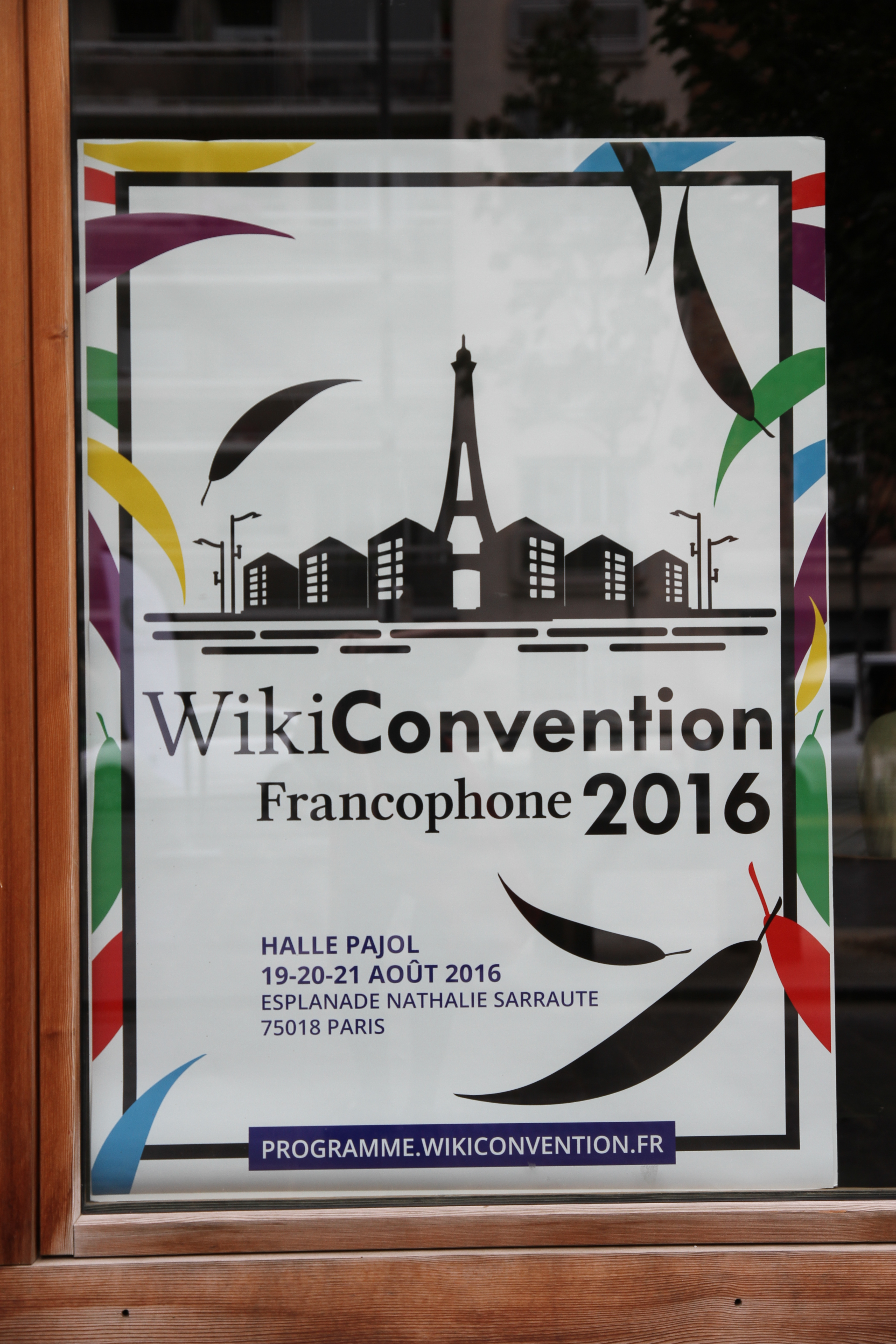
Affiche de la première WikiConvention francophone de 2016

La première wikiconvention francophone se tient à Paris en août 2016 et réunit 160 participants.

### Crise (2017)
En 2017, une crise éclate à Wikimédia France,,. Le budget alloué par le Comité de distribution des fonds (« Funds Dissemination Committee » ou FDC) de la Wikimedia Foundation à l'association est diminué de moitié, recevant 343 000 euros sur les 686 000 euros demandés. Le FDC s'inquiète de la récente révision de l'organigramme où neuf salariés sont placés sous l'autorité d'un secrétaire général et qu'aucune justification ne soit apportée quant à la nécessité d'avoir deux cadres pour un si petit nombre de salariés ; par ailleurs, des adhérents critiquent le fait que la directrice exécutive, Nathalie Martin, nommée en 2013, ait notamment embauché en 2015 son conjoint, Cyrille Bertin, au titre de conseiller chargé des financements et de la participation, sans que ce lien soit rendu public à l'époque. Étant donné que l'association comporte deux cadres depuis cinq ans, le conseil d'administration et la direction salariée rejettent cette justification et attribuent cette baisse à l'action du président de la Wikimedia Foundation, Christophe Henner. Le président de l'association, Émeric Vallespi, est suspecté par certains de « mélange des genres » avec son engagement politique à La République en marche.
Plusieurs figures de l'association, dont Pierre-Yves Beaudouin, ancien président, et Thierry Coudray, ancien trésorier et ancien directeur exécutif, critiquent à divers titres l'équipe dirigeante en place. Le nouveau président Samuel Le Goff et le conseil d'administration dénoncent de leur côté une « action de déstabilisation et de dénigrement ». La crise provoque le départ de Nathalie Martin, qui l'explique par un climat allégué de harcèlement incessant à son encontre, organisé par quelques personnes. Après le recueil de soixante-dix signatures des membres, une assemblée générale extraordinaire se tient le 9 septembre. Le conseil d'administration est en partie renouvelé et Pierre-Yves Beaudouin est élu à sa tête.
En octobre, Rémi Mathis démissionne de l'association et de son conseil scientifique, ainsi que Frédéric Martel, Laurent Le Bon et Cédric Villani. Il dénonce l'inaction de la Wikimedia Foundation face au harcèlement sexiste subi selon lui par Nathalie Martin et Marie-Alice Mathis, vice-présidente,,. Le lendemain de ces déclarations, les journaux précisent que la plainte existe bel et bien,. D'autres membres contestent ces allégations, à l'instar de Florence Devouard, qui avance qu'il serait « manipulé » par Nathalie Martin.

### Depuis 2017
L'assemblée générale et le conseil d'administration qui en est issu se trouvent à l'automne 2017 face à « une gouvernance à réinventer ». L'assemblée générale du 23 février 2019 adopte de nouveaux statuts et un nouveau règlement intérieur destinés à répondre à cette problématique.
La convention francophone se tient à Strasbourg du 19 au 21 octobre 2017, du 5 au 7 octobre 2018 au musée de Grenoble et à Bruxelles du 7 au 9 septembre 2019.
À la fin de l'année 2017, l'avocat de l'association et de La Quadrature du Net dépose une question prioritaire de constitutionnalité à propos du droit à l'image des domaines nationaux, à laquelle le Conseil d'État répond en février 2018 par une conformité du texte à la Constitution.
La crise sanitaire de la Covid-19 bouleverse les activités de l'association en présentiel. L'association dépose fin mai 2020 une porte étroite visant certains aspects de la « loi contre les contenus haineux sur internet » dite loi Avia. L'action menée également par des sénateurs de l'opposition aboutit à la reconnaissance de l'anticonstitutionnalité d'une partie des dispositions de la loi, qui est promulguée, expurgée des dispositions sanctionnées, par le président de la République le 24 juin 2020. Par un arrêté du 24 juillet 2020, le ministre de l'Éducation nationale, de la Jeunesse et des Sports renouvelle à l'association son « agrément national au titre des associations éducatives complémentaires de l'enseignement public ».
Du fait des conditions sanitaires, l'assemblée générale du 28 novembre 2020 se tient à distance et le nombre des adhérents se monte à 372 à cette date. L'année suivante l'assemblée générale a lieu à Rennes le 27 novembre 2021 et voit élue à la présidence Capucine-Marin Dubroca-Voisin.

## Actions menées par l'association

### Moyens de l'action

Organigramme en juin 2021.

L'association, pour mener la politique qu'elle se fixe, dispose en janvier 2021 d'une équipe de 10 salariés et de deux services civiques. Le budget global se monte à cette date à 1,2 M d'€.
En 2022-2023, l'exercice se clos sur un budget déficitaire de 242 000 €. Les administrateurs de l’association adressent, en octobre 2023, un blâme au directeur exécutif, Rémy Gerbet, ainsi qu'un avertissement au comptable.
En 2023-2024, le budget est en excédant bénéficiaire de 21 000 €,.

### Projets et partenariats
Les gouvernances respectives de Wikimédia France et de projets tels que Wikipédia en français par exemple — ou celle de tout autre projet hébergé par la Wikimedia Foundation — sont absolument distinctes ; néanmoins des confusions sont régulièrement faites, en particulier par les médias, qui usent parfois et à tort de l’appellation « Wikipédia France ». Cette confusion est également partiellement à l'origine de l'« affaire » de la station militaire de Pierre-sur-Haute en mars 2013.
Un des aspects du travail de l'association consiste à nouer des partenariats avec des acteurs culturels (musées, bibliothèques, etc.) de manière à partager avec les projets soutenus, la connaissance conservée par les institutions. À titre d'exemple :
- ville de Toulouse (2010)[30] (école vétérinaire, muséum…) ;
- Bibliothèque nationale de France (2010)[31] ;
- château de Versailles (2011)[32],[33],[34] ;
- Centre national d'art et de culture Georges-Pompidou (2013)[35] ;
- Archives départementales de l'Hérault (2016)[36] ;
- Sémanticpédia avec l'Inria et le ministère de la Culture et de la Communication ;
- Afripédia avec l'Institut français et l'Agence universitaire de la Francophonie[37] ;
- WikiFranca avec d'autres chapitres francophones de Wikimédia et les groupes de travail affiliés.
- Projet pour les langues de France, soutenu par la DGLFLF, et menant à la création de Lingua Libre[38]
- Jean-Claude Balès, premier coureur marathonien pour Wikimédia France au Marathon de Paris 2025

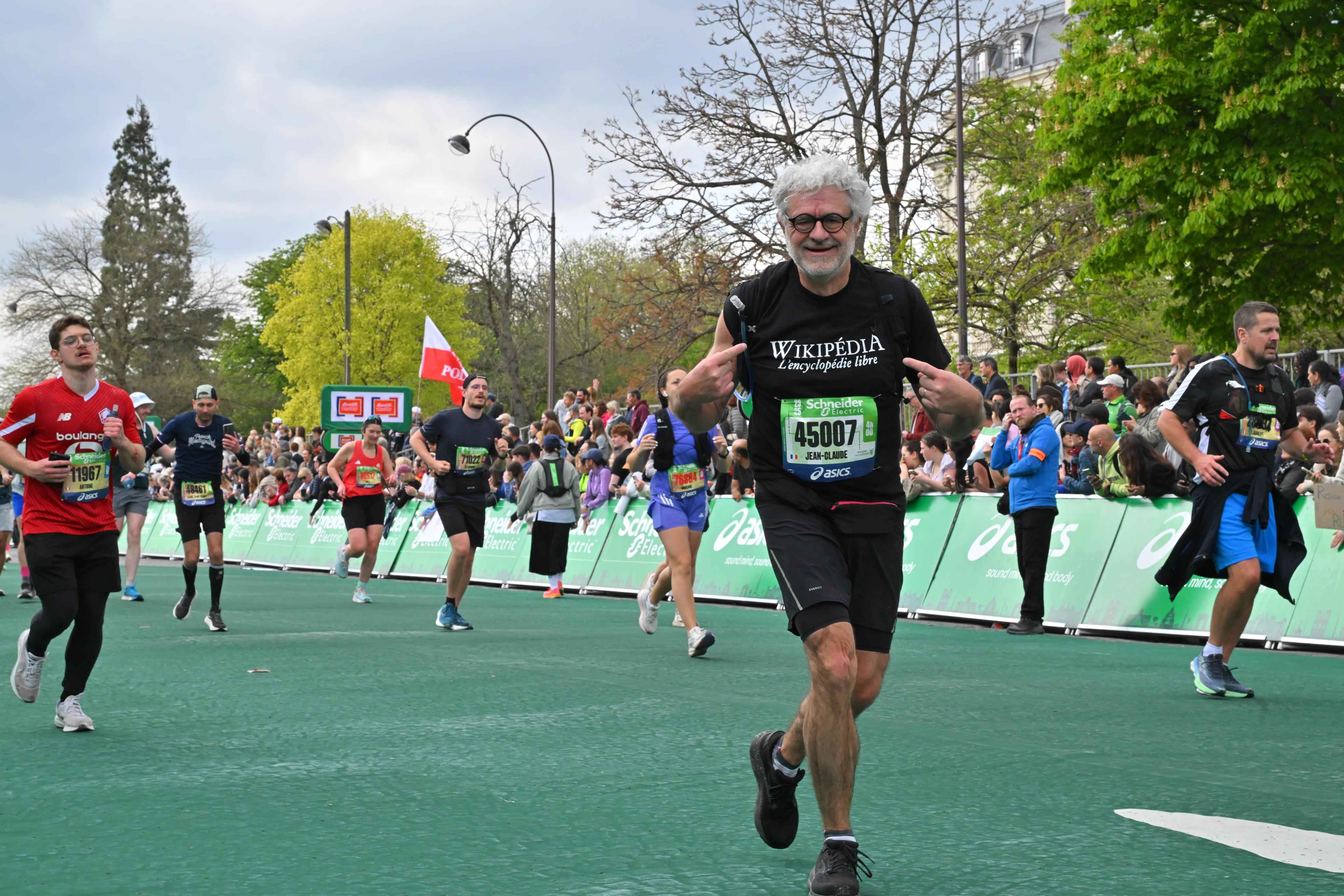
Jean-Claude Balès, premier coureur marathonien pour Wikimédia France au Marathon de Paris 2025

En 2025, lors du Marathon de Paris, Jean-Claude Balès est le premier coureur marathonien qui porte un dossard solidaire aux couleurs de Wikipédia pour l'association Wikimédia France, dont il est membre du comité de l’audit.
L'association est l'organisatrice pour la France du concours Wiki Loves Monuments depuis sa création en 2011.

### Actions de soutien envers la communauté
L'association se donne comme objet de soutenir les divers projets ainsi que la communauté. Parmi ces soutiens l'association peut aider à la contribution par des actions de micro-financement d'actions dans l'espace francophone en général.

## Organisation

### Membres
D'après les rapports annuels de l'association, le nombre de membres de cette dernière connaît une croissance quasi constante de 2006 (40) à 2013 (470), puis baisse assez drastiquement au moment de la crise de 2017. Le nombre réaugmente les deux années suivantes avant de décroître à nouveau, mais moins brutalement, pour se stabiliser en 2021-2022 autour de 320 adhérents.
| 2006 |  | 40 |  |

| 2007 |  | 109 |  |

| 2008 |  | 95 |  |

| 2009 |  | 145 |  |

| 2010 |  | 234 |  |

| 2012 |  | 349 |  |

| 2013 |  | 470 |  |

| 2015 |  | 380 |  |

| 2017 |  | 274 |  |

| 2018 |  | 317 |  |

| 2019 |  | 418 |  |

| 2020 |  | 372 |  |

| 2021 |  | 321 |  |

| 2022 |  | 318 |  |

| 2023 |  | 353 |  |

| 2024 |  | 443 |  |

### Direction
| Portrait                                                               | Identité                                         | Période         | Période         | Durée           |
| Portrait                                                               | Identité                                         | Début           | Fin             | Durée           |
| ---------------------------------------------------------------------- | ------------------------------------------------ | --------------- | --------------- | --------------- |
| Nicolas Weeger                                                         | Nicolas Weeger (d),                              | 2004            | 2005            | 1 an            |
| Pas de portrait sous licence libre disponible pour Frédéric Thuillier. | Frédéric Thuillier (d),                          | 2006            | 2007            | 1 an            |
| Pierre-Yves Beaudouin en 2021                                          | Pierre-Yves Beaudouin (d) (né en 1980)           | 2007            | 2009            | 2 ans           |
| Adrienne Charmet en 2011.                                              | Adrienne Charmet (née en 1979)                   | 2009            | 2011            | 2 ans           |
| Rémi Mathis en 2021                                                    | Rémi Mathis (né en 1982)                         | 2011            | 11 octobre 2014 | 3 ans           |
| Christophe Henner en 2013.                                             | Christophe Henner (d) (né en 1985)               | 11 octobre 2014 | 11 mai 2016     | 1 an et 7 mois  |
| Émeric Vallespi en 2017.                                               | Émeric Vallespi (d) (né en 1987)                 | 11 mai 2016     | juin 2017       | 1 an et 1 mois  |
| Samuel Le Goff en 2015.                                                | Samuel Le Goff (d) (né en 1974)                  | juin 2017       | septembre 2017  | 3 mois          |
| Pierre-Yves Beaudouin en 2021                                          | Pierre-Yves Beaudouin (d) (né en 1980)           | septembre 2017  | novembre 2021   | 4 ans et 2 mois |
| Capucine-Marin Dubroca-Voisin en 2021.                                 | Capucine-Marin Dubroca-Voisin (d), (née en 1995) | novembre 2021   | novembre 2024   | 3 ans           |
| Antoine Srun                                                           | Antoine Srun (d)                                 | novembre 2024   | En cours        | 7 mois          |

### Directeurs exécutifs
- Thierry Coudray (2012-2013)
- Nathalie Martin (2013-2017)
- Rémy Gerbet (2022-)

Note : entre 2017 et 2022, le poste de directeur exécutif est volontairement resté vacant.

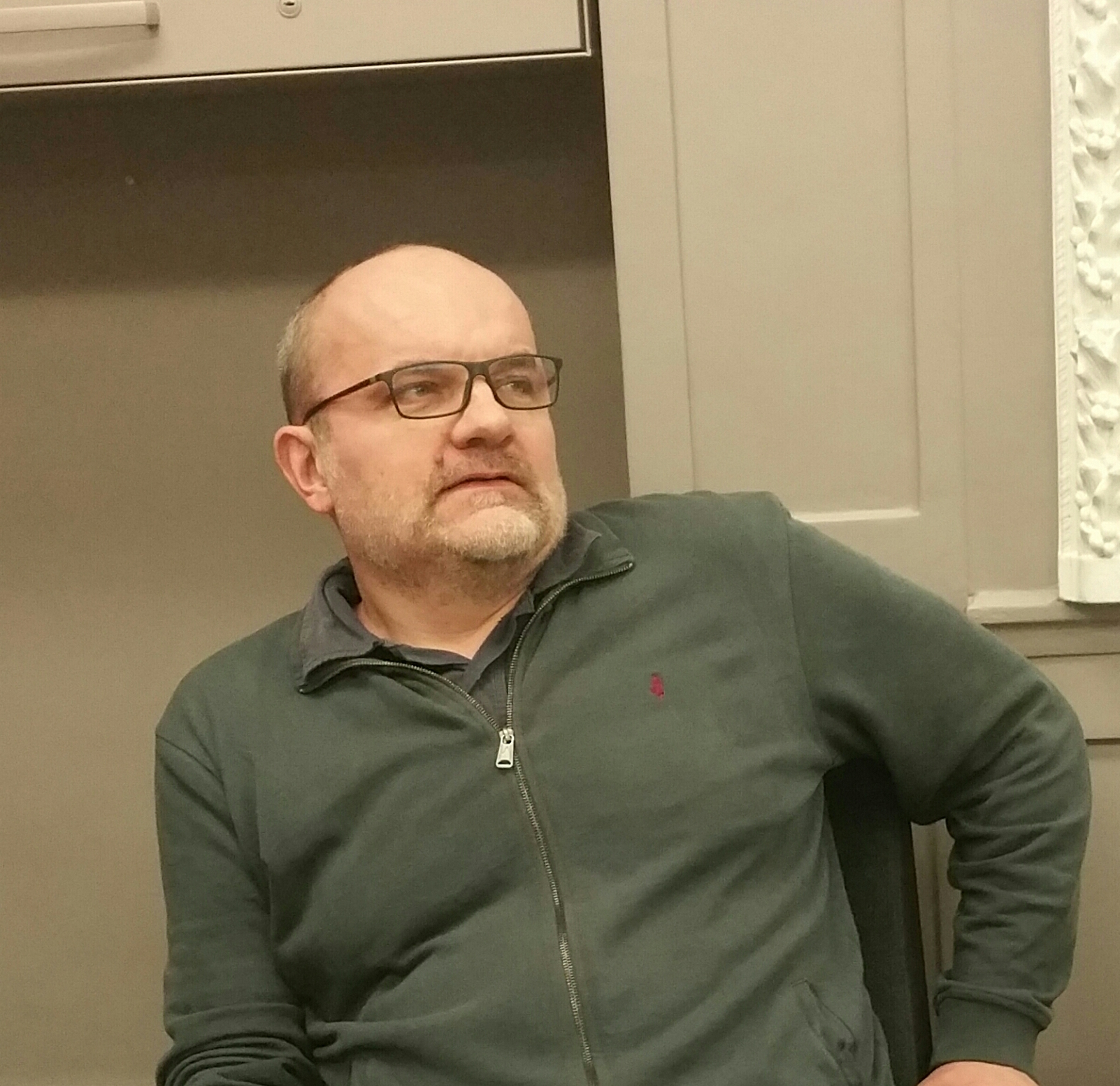
Thierry Coudray.
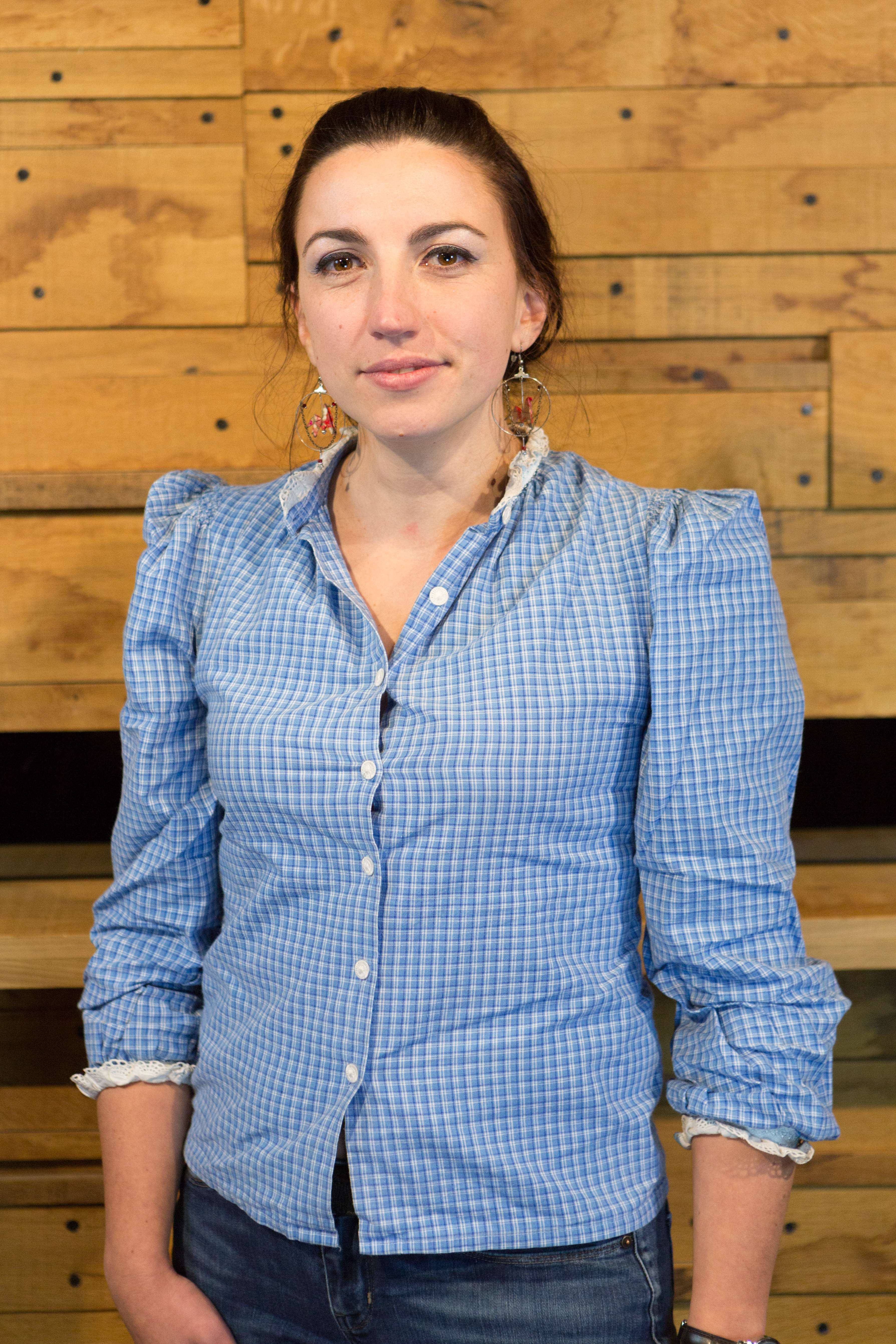
Nathalie Martin.
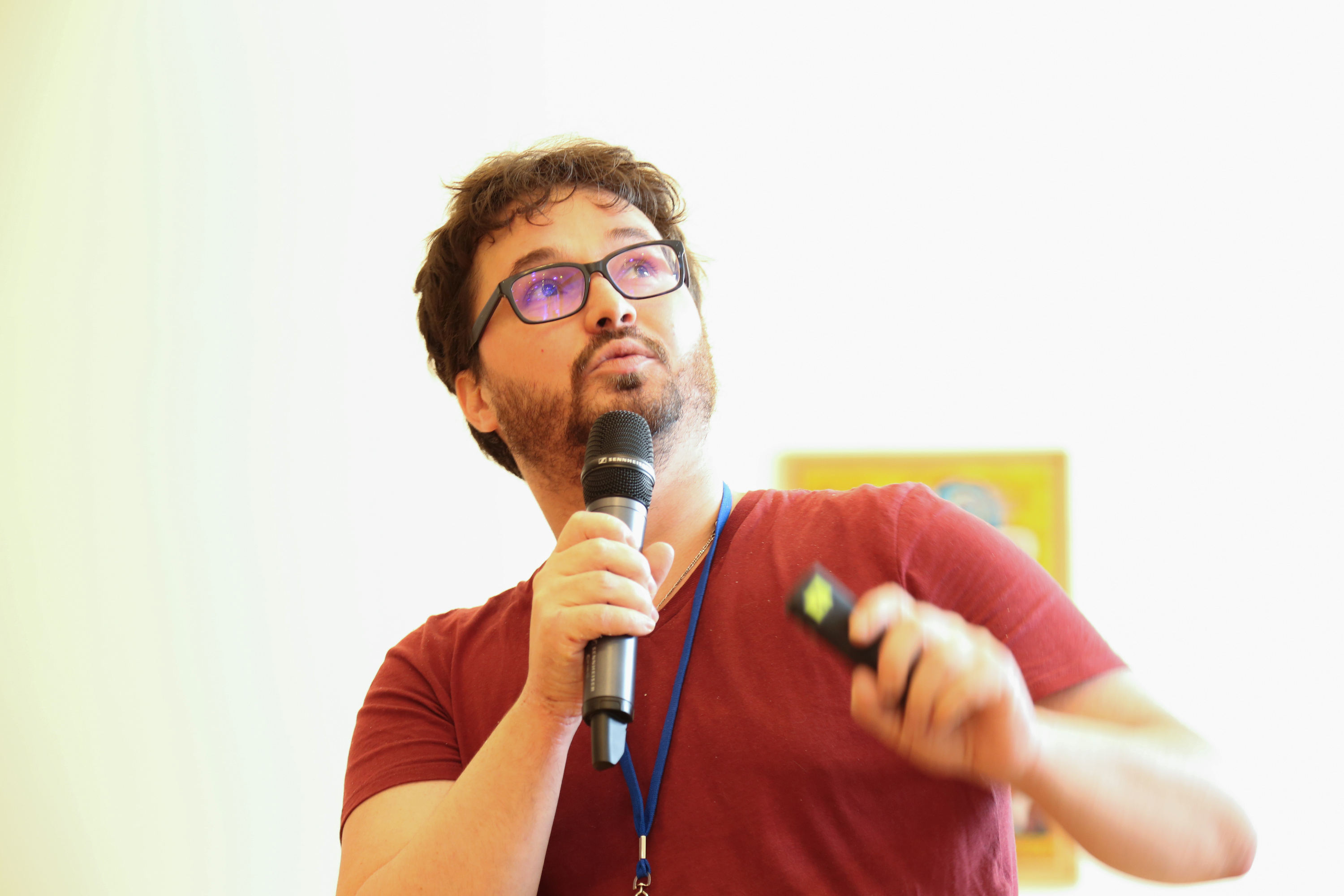
Rémy Gerbet.

### Équipe salariée
L'association repose en partie, pour son fonctionnement, sur une équipe de salariés répartis en plusieurs pôles : administratif, opérationnel et levée de fonds.

## Identité visuelle

Logotype avant 2017.
Logotype depuis 2017.
Logotype pour le 20e anniversaire de l'association.